# Telsen (departement)
Telsen is een departement in de Argentijnse provincie Chubut. Het departement (Spaans:  departamento) heeft een oppervlakte van 19.893 km² en telt 1.788 inwoners.

## Plaatsen in departement Telsen
- Bajada del Diablo
- Chacay Oeste
- Colonia Agricola Sepaucal
- Gan Gan
- Laguna Fria
- Mallin Grande
- Sierra Chata
- Telsen
- Tres Banderas